# Adjonction ⊗-Hom
En mathématiques, l'adjonction ⊗-hom est le résultat affirmant que le produit tensoriel {\displaystyle -\otimes X} et le foncteur Hom {\displaystyle \operatorname {Hom} (X,-)} forment une adjonction :
{\displaystyle \operatorname {Hom} (Y\otimes X,Z)\cong \operatorname {Hom} (Y,\operatorname {Hom} (X,Z)).}
L'ordre des termes dans l'expression « adjonction tenseur-hom » reflète leur relation : ⊗ est l'adjoint de gauche, tandis que Hom est l'adjoint de droite.

## Définition générale
Supposons que R et S soient des anneaux (éventuellement non commutatifs) et considérons les catégories des modules à droite sur R et S (une proposition similaire est valable pour les modules à gauche) :
{\displaystyle {\mathcal {C}}=\mathrm {Mod} _{S}\quad {\text{et}}\quad {\mathcal {D}}=\mathrm {Mod} _{R}.}
Soit {\displaystyle X} un {\displaystyle (R,S)}-bimodule et soient {\displaystyle F\colon {\mathcal {D}}\rightarrow {\mathcal {C}}} et {\displaystyle G\colon {\mathcal {C}}\rightarrow {\mathcal {D}}}  les foncteurs définis comme suit:
{\displaystyle F(Y)=Y\otimes _{R}X\quad {\text{pour }}Y\in {\mathcal {D}}}
{\displaystyle G(Z)=\operatorname {Hom} _{S}(X,Z)\quad {\text{pour }}Z\in {\mathcal {C}}}
Alors {\displaystyle F} est adjoint à gauche de {\displaystyle G}. Cela signifie qu'il existe un isomorphisme naturel
{\displaystyle \operatorname {Hom} _{S}(Y\otimes _{R}X,Z)\cong \operatorname {Hom} _{R}(Y,\operatorname {Hom} _{S}(X,Z)).}
Il s'agit en fait d'un isomorphisme de groupes abéliens. Plus précisément, si {\displaystyle Y} est un {\displaystyle (A,R)}-bimodule et {\displaystyle Z} est un {\displaystyle (B,S)}-bimodule, alors c'est un isomorphisme de {\displaystyle (B,A)}-bimodules. C'est un des exemples motivant la structure de bicatégorie fermée.

## Counité et unité
Comme toutes les adjonctions, l'adjonction tenseur-hom peut être décrite par les transformations naturelles de counité et d'unité. En utilisant la notation de la section précédente, la counité
{\displaystyle \varepsilon :FG\to 1_{\mathcal {C}}}
a pour morphisme la décrivant
{\displaystyle \varepsilon _{Z}:\operatorname {Hom} _{S}(X,Z)\otimes _{R}X\to Z}
donné par évaluation : Pour
{\displaystyle \phi \in \operatorname {Hom} _{S}(X,Z)\quad {\text{et}}\quad x\in X,}
{\displaystyle \varepsilon (\phi \otimes x)=\phi (x).}
Les morphismes décrivant l'unité
{\displaystyle \eta :1_{\mathcal {D}}\to GF}
{\displaystyle \eta _{Y}:Y\to \operatorname {Hom} _{S}(X,Y\otimes _{R}X)}
sont définis comme suit : Pour {\displaystyle y} appartenant à {\displaystyle Y} ,
{\displaystyle \eta _{Y}(y)\in \operatorname {Hom} _{S}(X,Y\otimes _{R}X)}
est un homomorphisme de {\displaystyle S}-modules défini par
{\displaystyle \eta _{Y}(y)(t)=y\otimes t\quad {\text{pour }}t\in X.}
Les équations de counité et d’unité peuvent désormais être explicitement vérifiées. Pour {\displaystyle Y} dans {\displaystyle {\mathcal {D}}} ,
{\displaystyle \varepsilon _{FY}\circ F(\eta _{Y}):Y\otimes _{R}X\to \operatorname {Hom} _{S}(X,Y\otimes _{R}X)\otimes _{R}X\to Y\otimes _{R}X}
{\displaystyle \varepsilon _{FY}\circ F(\eta _{Y})(y\otimes x)=\eta _{Y}(y)(x)=y\otimes x.}
De même,
{\displaystyle G(\varepsilon _{Z})\circ \eta _{GZ}:\operatorname {Hom} _{S}(X,Z)\to \operatorname {Hom} _{S}(X,\operatorname {Hom} _{S}(X,Z)\otimes _{R}X)\to \operatorname {Hom} _{S}(X,Z).}
Pour {\displaystyle \phi } dans {\displaystyle \operatorname {Hom} _{S}(X,Z)} ,
{\displaystyle G(\varepsilon _{Z})\circ \eta _{GZ}(\phi )(x)=\varepsilon _{Z}(\phi \otimes x)=\phi (x)}
{\displaystyle G(\varepsilon _{Z})\circ \eta _{GZ}(\phi )=\phi .}
et donc
{\displaystyle G(\varepsilon _{Z})\circ \eta _{GZ}(\phi )=\phi .}

## Les foncteurs Ext et Tor
Le foncteur Hom {\displaystyle \hom(X,-)} commute avec des limites arbitraires, tandis que le produit tensoriel {\displaystyle -\otimes X} le foncteur commute avec des colimites arbitraires qui existent leurs catégorie de définition. Cependant, de manière générale, {\displaystyle \hom(X,-)} ne commute pas avec les colimites, et {\displaystyle -\otimes X} ne commute pas avec les limites ; cet échec se produit même avec des limites ou des colimites finies. Cette incapacité à préserver les suites exactes courtes motive la définition du foncteur Ext et du foncteur Tor.